# Турско-курдски рат (2015—данас)
Крајем јула 2015. године, почела је трећа фаза курдско-турског сукоба између различитих курдских побуњеничких група и турске владе након неуспешног мировног процеса од две и по године, чији је циљ био решавање дуготрајног сукоба.
Турско-курдски рат (2015—данас) избио је у лето 2015, након двогодишњих мировних преговора, који су започели крајем 2012. године, али нису напредовали у светлу растућих тензија на граници с Сиријом крајем 2014. године, када је Турска спречила Курде шаљући подршку својим милитантима који су се борили против ИСИС-а током опсаде Кобанија. Турска је током кризе била оптужена за помоћ Исламској држави Ираку и Леванту (ИСИЛ), што је резултирало распрострањеним курдским нередима у Турској, у којима је било десетина смртних случајева. Тензије су се ескалирале у лето 2015. године, када је уследио бомбашки напад 20. јула у Суручу. Дана 21. јула, ПКК је наводно извршио напад освете и убио једног турског војника и ранио још два лица у Адијаману. Неке присталице ПКК-а потом су преузели одговорност за убиство двојице турских полицајаца у Ћиланпинару 23. јула, што су описивали као одмазду. Недељу дана касније, портпарол Групе за заједнице у Курдистану (КЦК) Демхат Агит одбио је званично учешће ПКК-а, рекавши „ово су јединице независне од ПКК-а, то су локалне снаге које су се организовале и нису биле повезане са нама”.
Дана 24. јула 2015. године Турска је најавила званичну војну операцију против циљева ПКК у Ирачком Курдистану и Рожави, тврдећи да је нанијела десетине смртних случајева на фронтама ПКК — што је довело до тога да се ПКК повуче из мировних преговора и најавила тоталну побуну против владе. Истог дана, Турска је такође извршила националну акцију на такозване оперативце ПКК, ухапсила стотине, укључујући чланове и лидере народне странке. Тај сукоб је затим ескалирао, јер су ПКК и њене припадничке милиције започеле нападе широм земље, а турске снаге су започале такође нападе у виду ваздушних бомбардовања и војних операција на истоку земље, укључујући и опсаду Чизреа у септембру 2015. године. У октобру 2015. године ПКК је прогласила једнострани прекид ватре пред опште изборе у новембру.
Од новембра 2015. године турске власти тврде да је велики број градова и подручја у Источној Турској био под контролом побуњеника ПКК и припадника оружаних организација. Према изворима турске владе, између јула 2015. и маја 2016. године у Турској је погинуло 2.583 курдских побуњеника и 2.366 у сјеверном Ираку, док је међу турским снагама сигурности убијено 483. ПКК је објавила 1,557 турских снага безбедности убијених у 2015. години током сукоба у северном и јужном Курдистану, док је изгубила 220 бораца. Према Међународној кризној групи, у Турској је убијено 3.351 особа, укључујући и 437 цивила, од јула 2015. до јануара 2018. године, укључујући и етничког курдског адвоката Тахира Елчија. У марту 2017. године, Уједињене нације су оптужиле турску владу о „масовном уништењу, убиствима и бројним другим озбиљним кршењима људских права” против етничке курдске мањине.

## Позадина

### Мај
- Дана 8. маја, Народне одбрамбене снаге (ХПГ) наоружано крило PKK објавило је да турски ваздушни летови лети преко логора ПКК[13].

### Јун
- Дана 9. јуна, ПКК је пријавила неколико операција турске војске против својих трупа[14].

## Рат

### Хронологија 2015.

#### Бомбашки напад на Суруч
- Дана 20. јула 2015. уследило је бомбардовање претежно курдског округа Суруч, наводно почињено од стране групе Докумацилар повезане са Исламском државом Ирака и Левантом (ИСИЛ), погинуло је 32 младих активиста и повријеђено преко 100. Већина жртава били су припадници омладине Социјалистичке партије и Федерације социјалних омладинских удружења (СГДФ), ученици на универзитету који су давали изјаву за медије о свом планираном путу реконструкције сиријског граничног града Кобанија у де факто аутономној федерацији Сјеверне Сирија — Рожава[15][16].
- Турске власти су 21. јула објавиле да је војно крило ПКК-а убило једног турског војника и ранило још два лица у Адијаману, у знак одмазде за напад на Суруч и оптужили Турску за сарадњу са ИСИЛ-ом[17].
- Дана 22. јула, у Чеиланпинару (Турска), два полицајца пуцали су у главу од стране ватреног оружја у сну[18][19]. Међутим, недељу дана касније, портпарол КЦК-а Демхат Агит одбио је учешће ПКК-а, рекавши да су „јединице независне од ПКК-а. То су локалне снаге које су се организовале и нису повезане с нама” упркос наводним тврдњама Турске владе да је ПКК раније преузео одговорност за напад[20].

#### Операција Мученички нерви против ПКК
- Напади 21. и 22. јула проглашени су Casus belli од стране турске владе, што је резултирало у томе да турски премијер Ахмет Давутоглу доносе одлуку да почне активне ваздушне операције против положаја ПКК у Ираку. Ово је међународно перципирано као крај периода прекида ватре у курдско-турском сукобу[21][22][23]. Њујорк тајмс је оценио да су "напади на Ирачки Курдистан, који су почели крајем петка и наставиле у суботу, ефикасно окончали нестабилни двогодишњи прекид ватре између турске владе и курдских милитаната, такође познатих по иницијалима њиховог курдског имена, ПКК "[24].
- Дана 24. јула, припадници ПКК су отели полицајца у покрајини Дијарбакир. Поред тога, два полицајца су повређена, један са повредама које су угрожавале живот, након сумњивог напада ПКК бомбе у Хакари[25].
- Дана 25. јула, два турска војника су погинула, а четири су рањена у нападу аутомобилске бомбе у провинцији Дијарбакир у Турској од стране бораца ПКК[26][27].

#### Операције Арслан Кулакшиз и Хамза Јилдирим
Турске оружане снаге 26. јула су поново напале исто село западно од Кобанија циљајући курдског народа за заштиту јединице ((YPG) бораца, западно од сиријског града Тел Абијад.
- 26. јула је пријављено да су турски авиони Ф-16 излетали изнад Дијарбакира, овог пута само на циљеве ПКК у северном Ираку. Иако није било званичне изјаве владе о ваздушним нападима, извори ПКК су тврдили да је Хакес нападнут[29]. Пријављено је да је број борбених авиона који су учествовали знатно нижи од млазњака[30]. Истог дана, турска артиљерија гранатирала је положај ПКК на северу Ирака током неколико сати[31].
- 27. јула, у претежно курдском подручју покрајине Муш, убијен је турски шеф подручја Малазгирт[32].
- 28. јула, по први пут од почетка операције, два турска авиона Ф-16 бомбардовали су положаје бораца ПКК-а унутар Турске, у покрајини Сирт[33].
- Дана 28. јула, гасовод између Турске и Ирана је дигнут у ваздух у провинцији Агри у Турској, према извештају турских власти ПКК је осумњичен[34] док је, у претежно курдском граду водник турске војске убијен; према војсци, ПКК је одговорна[35]. У другој провинцији, полицајац је киднапован од стране осумњичених милитаната Курдистанске радничке партије (ПКК) у југоисточној Турској[36].
- У ноћи 28.-29. јула, нови талас гранатирања је покренут на положаје кампова ПКК у Зап, Медина, Гара, Авасин-Басиан, Хакурк и Кандил планине у северном Ираку су бомбардоване од стране турских борбених авиона у операцији названа после недавно убијеног жандармеријског мајора „Арслана Кулакшиз”[37].
- Дана 29. јула, нафтовод између Киркука (Ирак) и Џејхан (Турска) је дигнута у ваздух у источној Турској, у покрајини Сирт, док у покрајини Хакари, полицијске станице су нападнуте од стране тешког наоружања, укључујући и ракетним бацачима и ракетним минобацачима[38]. У једном другом нападу, један војник је погинуо, а још четири су рањена у нападу у источној покрајини источне покрајине Артвин.
- Дана 30. јула, турски борбени авиони надлетали су положаје YPG у градовима Кобани и Сара истовремено нападајући ПКК и ИСИС. Дана 31. јула, турски извиђачки авиони поново су надлетали YPG територију на северу Сирије. Док су у Ираку, турски борбени авиони гранатирали масовно положаје ПКК[39].
- Дана 30. јула, један полицајац и цивил убијени су у граду Чинар од стране гериле ПКК[40], док су три војника убијена у нападу на њихов конвој од бораца ПКК у провинцији Ширнак[41].
- Турски борбени авиони су 31. јула су бомбардовали базе ПКК на северу Ирака, са 30 војних авиона. Ова операција је проглашена „Хамза Јилдирим” у част заповједника Хамзе Јилдирима, убијеног од стране ПКК у Турској неколико дана раније[42].
- Дана 31. јула, два полицајца и два борца ПКК-а погинули су након жестоких окршаја након упада ПКК у полицијску станицу у провинцији Адана[43][44]. Док су тројица бораца ПКК погинула у покрајини Агри[45]. У одвојеном инциденту, побуњеници ПКК бомбардовали су железничку линију у провинцији Карс.
- Дана 1. августа, два борца ПКК-а су погинула, а један цивил је рањен у нападу на Чатак, док су борци ПКК-а заробили 70 таоца два сата на аутопуту Карс-Ерзурум-Игдир[46]. Један војник је убијен у минској експлозији у покрајини Карс, наводно ПКК[47].
- Дана 2. августа, бомбашки напада уследио је на војну станицу у Догубајазиту, покрајини Агри. Напад је резултирао смрћу два турска војника и 31 повређена. Одвојено је један војник погинуо, а четири рањена након што је војни конвој погодио рудник у провинцији Мардин. За оба напада је преузела одговорност ПКК[48].
- Дана 3. августа два турска војника повређена су након експлозије мина у Дијарбакиру, наводно од стране ПКК[49].
- Дана 4. августа, снаге ПКК напале су стражу у провинцији Ширнак, а РПГ убио једног војника и повредио другог. У одвојеном нападу убијена су још двојица војника, такође у провинцији Ширнак, због чега су турске Ф-16 нападале кампове ПКК у покрајини Хакари, без података о жртвама.
- Дана 5. августа, у нападу ПКК један цивил је погинуо у месту Чизре, покрајина Ширнак. Још један бомбашки напад, овај пут у Битлису, није изазвао никакве штете или жртве. У провинцији Дијарбакир, провинцији Хакари и покрајини Битлис су се десили сукоби без пријављених жртава[50].
- Дана 6. августа су у провинцији Тунџели пријављени сукоби, без пријављених жртава[51].
- Дана 7. августа, ПКК напади оставили су осам мртвих током бројних напада. У селу Силопи, Ширнак, убијено је пет људи током сукоба између полиције и ПКК, што је резултирало смрћу најмање једног војника и једног полицајца. У Догубајазит, покрајини Агри, напад ПКК оставио је једног војника и једног милитанта мртвог. Напад ПКК на полицијску патролу у Милијату, покрајине Мардин, убио једног полицајца. Други сукоби су пријављени у Чизреу и Улудереу, провинцији Ширнак, Башкале, Ван провинцији и Нусајбину, покрајине Мардин. Неколико милитанта ПКК-а је такође пријављено да су отели минибус у близини Бејтушебап, покрајина Ширнак[52][53].
- Дана 10. августа, 9 особа је погинуло у серији напада ПКК у Турској. У Истанбулу је аутомобилска бомба експплодирала испред полицијске станице, рањавајући десет полицајаца, један полицајац и два нападача убијени су у каснијим сукобима. Два друга нападача покренула су напад на амерички конзулат у Истанбулу, међутим није било жртава, а полиција је ухапсила једног од нападача, жене, у сукобима након напада. У селу Шилопи, покрајина Ширнак, нападач је погодио полицијски конвој који је убио четири официра. У Бејтушебапу, провинцији Ширнак, милитанти су отворили ватру на војни хеликоптер, убивши једног војника[54]. Турске снаге безбедности су убиле женског борца ПКК по имену Кевшер Елтурк, фотографисали су јој тијело[55][56][57].
- Дана 13. августа, три особе су убијене у нападима ПКК-а, наредник жандармерије убијен је од стране мина ПКК у провинцији Бингол. Два побуњеника ПКК-а убијена су у сукобима у Бејтушебапу, покрајина Ширнак.
- Дана 14. августа, 4 војника убијено је у низу напада ПКК. Три војника су погинула, а шест повређених током сукоба са ПКК у Дагличи, провинцији Хакари. Цивил је убијен током сукоба између полиције и ПКК у Баглару, провинција Дијарбакир[48].
- август]]а, четири полицајца убијени су у бомбашким нападима[58].
- Дана 3. септембра ПКК је убио 4 припадника турске полиције у покрајини Мардин[59].
- Турске снаге сигурности су 5. септембра опколиле Чизре у једнонедељној операцији. Извештаји су објављени да је резултат тешких борби око 30 смртних случајева међу градским Курдима[60].
- ПКК је 6. септембра убио 16 турских војника двоструким бомбардовањем војног конвоја у провинцији Хакари[61].
- Дана 8. септембра, снаге ПКК-а су засуле минобацачким гранатама полицијски минибус убивши 14 официра. Други напад такође је резултирао пуцњом и убијањем полицајца од стране снага ПКК[62].
- Дана 25. септембра два турска војника погинула су и девет повређена током сукоба са ПКК.
- Дана 25. и 26. септембра у провинцији Ширнак убијено је 34 курдска побуњеника, 4 цивила и два турска војника. Извори ПКК су тврдили да је убијено 14 курдских побуњеника и 75 турских војника[63][64].
- Дана 2. октобра је турска војска ушла у југоисточни град Силван, у провинцији Дијарбакıр, са тенковима, оклопним превозницима и стотинама трупа да траже и уништавају елементе ПКК унутар града. Међусобни сукоби су оставили најмање 17 војника ПКК мртвих док локални становници тврде да је турска војска бомбардовала цивилна подручја артиљеријом[65].
- Дана 4. октобра објављен је видео снимак у којем је Хаџи Локман Бирлик, 24-годишњи демонстрант, убили турске снаге безбедности пре него што је његово тијело везано за полицијски аутомобил и вучено кроз улице[66]. Неки про-владини новинари и чланови АКП-а прозвали су објављени видео снимак из инцидента као лажни и фотографисани, док су друге турске новине, као што је Сабах, назвало „заједничком рутином против терориста”[67]. Про-владин, новински лист АКП Сабах је бранио тај чин и тврдио да је „вучење лешева возилима била стандардна процедура у случају да је тијело које је опасано експлозивом, што је релативно уобичајено за терористе”[68]. Хаџи Локман Бирлик био је брат лидерке ХДП МП Лејле Бирлик, коју је влада оптужила да је подружница ПКК. Касније је премијер Турске Ахмет Давутоглу рекао „није прихватљиво” и тврдио да су отпуштени обојици официра који су били вучени за тијело Бирлик. Међутим, ХДП је објавила изјаву у којој се наводи да оба официра нису отпуштена, а да тврдње Ахмета Давутоглуа нису тачне[69].
- Дана 10. октобра у Анкари је извршен двоструки самоубилачки напад на митингу против рата које су држали прокурдски, левичарски и комунистички цивили. Бомбардовање резултирало је најмање 102 убијених међу демонстрантима. Одговорност за самоубилачки напад је преузела Исламска Држава[70].
- Дана 5. новембра је турска војска закључила 40-дневну офанзиву напада на Хакари у 2015. години у планинама југоисточне граничне покрајине у којој је убијено стотине бораца ПКК-а, десетине њихових бункера уништено и десетине противавионских наоружања заплењено[71].
- Турске ваздухопловне снаге су 15. новембра бомбардовале 44 различите локације са авионима Ф-16Е Ф-4Е 2020 и беспилотним летелицама у северном Ираку положаје ПКК покушавајући да реконструишу складишта, касарне, бункере и скровишта које су раније у току године уништени ваздушним ударима извршеним 31. јула[72].
- Турске ваздухопловне снаге су 21. новембра погодиле 23 различите локације у граничној покрајини Ширнак и у северном Ираку, уништавајући бункере и скровишта чиме прекидају линије снабдевања ПКК[73]. У суботу су обухваћене тачке отпора и склоништа у планинама Семидинли, Хакари и широм југоисточне Турске, северно од ирачких и иранских граница.
- Турске ваздухопловне снаге су 22. новембра удариле на 7 различитих локација у провинцији Хакари на ирачкој граници, убивши 10 милитаната ПКК и уништавајући неколико склоништа и тачака испоруке[74]. Два цивила су такође убијена током полицијског часа у округу Нусајбин у покрајини Мардин у недељу у којој је у понедељак 23. новембра ушао десети дан узастопно. Турски начелник Генералштаба раније ове године објавио је саопштење у којем се наводи да је војска осетљива када је реч о цивилним жртвама које су настрадале у оружаним сукобима[75].
- Дана 2. децембра, милитанти ПКК-а поставили су замку ИЕД-а са даљинским управљањем за конвој турске војске, убивши једног војника и рањавајући 9 особа у експлозији у провинцији Мардин[76].
- Дана 2. децембра, милитанати ПКК-а су покренули оружани напад на полицијском контролном пункту током полицијског сата у Сур-у, повредивши једног официра и убиствима 3 ПКК побуњеника у сукобу.
- Дана 8. децембра турске ваздухопловне снаге су започеле ваздушне нападе у ноћним сатима, које су чинили 10 авиона Ф-16 у Ирачком Курдистану[77].
- Дана 13. децембра, милитанти ПКК-а су лансирали 18 различитих експлозивних напада на полицијску станицу у Даргечиту, која се састојала од ракета против ваздушних и против оклопних граната, повређујући 3 полицајца и 3 цивила само неколико сати након војних операција против побуњеника у истом граду у ком је убијено 11 милитаната[78].
- Турска војска и полиција су 15. децембра покренуле масовнуанти-терористичку операцију у градовима Чизре и Ћирупи у покрајини Ширнак, којом је најављен почетни полицијски час за „спречавање цивилних жртава и максимизирање кретања трупа кроз град”. ХДП, турска курдска и друга највећа опозициона странка посебно су позвали милитантне елементе ПКК да се „одупру” операцијама. Традиционално фокусирани на села, ПКК се пребацио у градове, постављајући барикаде и копање ровова како би задржао снаге безбедности.
- Дана 17. децембра, за 7 дана војне трупе Турске војске су се придружиле полицијским специјалним операцијама под покровитељством тенкова, јединица оклопних возила и хеликоптера убијајући преко 127 милитаната, као што су заробљавање најмање три лица са потернице, високи ПКК лидери од 18. децембра Снаге безбедности су вршиле претрес на очишћеним напуштеним кућама и рововима, уништиле барикаде док су се бориле и водиле тешке борбе са курдским милитантима које су се укоппале. Укупно је заплењено хиљаду килограма експлозива и стотине других врста наоружања. Гранатирање тенкова и артиљеријски ударци у околним планинама су такође спроведени заједно с урбаном офанзивом која се углавном усредсредила на стамбене јединице ПКК, у којима су се налазили главни команданти за суседство и положаји снајпериста који су се бавили снагама сигурности. Процењује се да је пола становништва у граду побегло и евакуисано од насиља изазваног раније у години остављајући многе станове и куће које ће ПКК искористити како би утврдили и појачали њихово присуство пре ове операције.[79][80][81][82][83][84][85][86][87].
- Дана 18. децембра, турски министар унутрашњих послова Ефкан Ала прогласио је више од 3.000 милитаната ПКК-а неутрализованим, 10 тона експлозива је заплењено, а од краха примирја раније те године крајем јула одузето је 2.240 оружја[88].
- Дана 21. децембра, бомба на путу у Битлису убила је два војника и повредила осам особа током операције против ПКК[89].
- Дана 21. децембра, оружани напад ПКК у Курдском округу Дијарбакир убио је 1 војника током патроле за војно-полицијски час који је успостављен како би полицијске снаге искористиле кораке ПКК-а[89].
- Дана 30. децембра, 3 војника је рањено када су ПКК побуњеници детонирали бомбу ИЕД у граду Сур[90].
- Дана 31. децембра, један полицајац је погинуо, а још пет особа повређено током полицијске операције ради растављања барикада и попуњавања јаркова откопаних од стране милитантних снага, када су побуњеници ПКК-а пуцали на снаге безбедности у мјесту Чизре. Четири тешко повређена официра који су били у хитном стању упућени су у главни град Анкару ради даљег лијечења[90].
- Један полицајац је 31. децембра погинуо након бомбардовања ПКК у граду Дијарбакир у току војне операције против побуњеника. У истој операцији турске снаге безбедности заплениле су РПГ, 3 ракете, противтенковску ракету, 30 детонатора електричне бомбе и бројне пропагандне летке ПКК које полиција каже да имају за циљ изазивање јавности на општу побуну[90].

### Хронологија 2016
- Дана 1. јануара, 12 припадника ПКК-а, два полицајца и један цивил убијени су у Чизреу[91][92][93].
- Дана 3. јануара, у заседи који је поставио ПКК претходне ноћи у једном крају, убијена су три турска војника у Дијарбакиру[94].
- Дана 4. јануара, ракетни напади које је покренула милитантна група ПКК-а ИДГ-Х према сигурносним снагама у Ширнаку резултирала избили жестоки окршаји у којем су два побуњеника убијена[95].
- Турске снаге су 7. јануара убиле су 16 милитаната у Чизру и 2 у Шур-у, што доводи до погоршања на томподручју у последње 3 седмице[96].
- Дана 7. јануара, турска војска заробила је 58 припадника ПКК који су бежали у Ирак прикривени као локални мештани у граду Силопи у покрајини Ширнак.
- Дана 8. јануара, специјална операција турске полиције и полицијске обавештајне службе упале су у канцеларију ХДП курдске опозиционе странке у Истанбулу, ухапсиле 5 курдских политичара након што је полиција их привела због опптужби за убиство 2 полицајца и кријумчарење оружја од 2. јула 2015. године и пповезаности са побуњеницима ПКК[96][97].
- Дана 9. јануара, војник и један полицајац убијени су у нападу побуњеника ПКК у Дијарбакиру, највећем курдском југоисточном граду у Турској[98].
- Дана 10. јануара, тешки сукоби током антитерористичке операције између ПКК и полиције у источном округу Ван су убили 12 побуњеника ПКК и једног полицајца. Снаге безбедности кажу да је операција успешно спречила велики напад на владине зграде.
- Турске трупе су 10. јануара убиле 20 милитаната ПКК у Чизреу, Силопију и Шуру током сукоба.
- Дана 12. јануара, турска полиција је ухапсила 16 осумњичених припадника ИДГ-Х у Елазигу током напада где у документима је пписало да се експлицитно планирају велике демонстрације да би се оштетили јавни објекти и похвалили пропаганду ПКК-ађ У анти-терористичкој операцији заплењено је слично инциденту који се догодио у среду 7. јануара у Ширнаку. Верује се да су сами документи из ПКК изнесени младој групи ИДГ-Х[99].
- Турске ваздухопловне снаге су 12. јануара извршиле ноћне ваздушне ударе по логорима ПКК у покрајинама Заб, Гаре, Авашин и Басијанским регијама на северу Ирака, користећи четири авиона Ф-16 и два Ф-4 Терминатор 2020 технолошки модернизоване тешке борбене авионе док су користили дронове за лоцирање кампова, затварање пећина и склоништа пре ваздушних удара. У истој изјави за штампу турске оружане снаге изразиле су да је од 15. децембра убијено 578 терориста, што је довело до тога да је проглашен укупан број жртава ПКК од јула 2015. године[100][101][102].
- Дана 14. јануара, аутомобилска бомба која је усмерена на полицијску станицу и полицијску стамбену јединицу у близини станице убила је шест особа, а повредила 40 особа у Чинару и Дијарбакиру у југоисточној Турској. Међу мртвима су и припадници породице полицајаца[103][104]. Након првобитног бомбашког напада, милитанти ПКК-а су отворили ракетне нападе на комплексе безбедности који је резултирао жестоким сукобима. ПКК тврди да је напад оставио преко мртвих 30 полицајаца, цитирали су прокурдски медији[105].
- Дана 14. јануара, трупе турске убиле су 19 милитаната ПКК у владиним операцијама и заробиле укупно 10 милитаната и припадника ПКК-а. Према турском генералштабу, 12 је убијено у тешким сукобима у Чизреу, 5 погинуло, а 10 заробљено у Силопију, а два су убијена у Шуру[106][107][108].
- Дана 15. јануара, један полицајац припадник специјалних операција турске полиције рањен је и касније преминуо у нападу на ћелије ПКК у граду Сирту. Усмрћен је снајперском ватром од побуњеника ПКК-а. Према извештајима турских медија, преко 15.000 људи присуствовало је сахрани убијеног официра Јалчина Јаманера у граду Токату. Породица убијеног официра који је био смештен у кућама полицијских породица би требало да добије стан у име Генералне дирекције за сигурност[108][109][110][111][112][113].
- Дана 18. јануара укупно је погинуло 3 службеника Одељење за специјалне операције Турске полиције, а 7 је рањено у ноћним сатима дан пре напада на конвој у Идилу. Тешке борбе су вођене до зоре[114].
- Дана 18. јануара два полицајца за специјалне операције полиције погинула су, а 12 је рањено у суседној покрајини Ширнак када је полицијски аутобус погодила ракета коју су испалили побуњеници ПКК[115].
- Дана 18. јануара, специјализовани наредник турске војске подлегао је повредама и умро убрзо након што је критично рањен снајперском ватром у Дијарбакиру[115].
- јануар]]а убијени су члан општинског већа Чизреа Абдулхамит Почал и Селман Ердоган, а камерман ИМЦ ТВ-а Рефик Текин, заједно са још 10 особа, рањено је током ватре између турских снага сигурности и курдских милитаната, иако није јасно ко је отворио ватру на групу. Прокурдски извори тврде да је то била турска страна[116][117][118].
- Дана 19. јануара, Турске снаге извршиле су операцију евакуацију породица из свог суседства које су претрпеле претње ПКК-а да не напусте и зауставе оне који покушавају да напусте своје домове. ПКК позива Курде у региону да не напуштају своје куће и учествују у такозваном отпору[119].
- Дана 19. јануара, тројица припадника полицијске специјалне операције рањени су када су милитанти ПКК отворили ватру на јединице које уклањају блокаде на путу у намери да демонтирају барикаде и затрпају ровове постављене од стране ПКК милитаната[120].
- Дана 20. јануара, два турска војника су повређена, а касније су преминули када је бомба која је постављена од стране милитантних снага ПКК експлодирала током антитерористичке операције у Дијарбакиру[121].
- Дана 21. јануара, у новим војним операцијама турске војске и пполиције су у Силопију довели до открића америчког УВА-овог РК-20 у рукама милитаната ПКК-а. Турски војни званичници верују да је Ариелов надзорни дрон пренео елементима ПКК од стране YPG-а, сестринске групе ПКК са седиштем у Сирији, коју подржавају Сједињене Државе упркос жестоком противљењу Турске. Откриће турских трупа додатно је потврдило сумње Турске према САД и разна европска оружја која се испоручују YPG на крају би се завршила у рукама ПКК. Упркос томе што су ПКК признате као терористичка организација од стране Сједињених Држава и Европске уније, његова сестринска организација, у којој се његови борци често преклапају, признаје се само као терористичка организација од стране Турске[122][123].
- Дана 27. јануара, док су разбијали барикаде у Дијарбакиру, четири припадника турских снага безбедности убијено је у истовремено изведеном нападу који се састојао од претходно постављених даљинских детонираних експлозива, ракета и снајперске ватре од стране милитантних снага ПКК међу којима су 3 војника и један Службеник за специјалне операције, док је такође рањено још 6 особа. Према изворима у турској војсци, током жестоких сукоба убили су 9 милитаната ПКК[124].
- Дана 29. јануара, 2 турска војника убијена су у одвојеним оружаним нападима од стране милитантних снага ПКК у Дијарбакиру и Чизреу. Војници су наводно подлегли повредама „упркос медицинској интервенцији”[125].
- Дана 31. јануара један турски војник и два полицијска службеника погинули су у сукобима са Радничком партијом Курдистана на улици у Рејхан у четврти Чизреа Чуди[126].
- Дана 1. фебруара, у округу Дијарбакир убијена су 3 турска војника и 2 полицајца[127].
- Дана 3. фебруара турске ваздухопловне снаге покренуле су масовну операцију ваздушних удара, која се састојала од око 40 млазњака и погодила преко 100 мета у северном Ираку. Задани циљеви укључивали су састанак ПКК у Кандилу[128].
- Дана 7. фебруара, интензивна вишесатна рација у близини базе ПКК-а које је покренула турска војска заједно са Одељељњем за специјалне операције су убили 60 милитаната ПКК у подруму зграде. 3 турска војника рањеие су у жестоким сукобима од стране бомбардера[129][130][131][132]. Током рације, милитанти ПКК наводно су говорили телефоном са министром курдских ХДП-а који је остао анониман.[тражи се извор]
- Дана 12. фебруара, трупе турске војске убиле су 16 милитаната ПКК-а у граду Чизре, 5 у Дијарбакиру и 6 у провинцији Хакари, чиме је укупан број убијених припадника ПКК порастао на 27[133][134][135].
- Дана 17. фебруара, милитанти из Курдистанских слободних снага (ТАК)[136] извршили су нападе аутомобилске бомбе у главном граду Турске у Анкари, убивши 28 људи, укључујући 27 војних лица, и рањавајући још 61. Напад је био усмерено на аутобус пун војних лица у непосредној близини Одељење за одбрану турских оружаних снага и зграде парламента. Безбедносне снаге су ухапсили 14 људи у вези са бомбашким нападом[137][138][139][140]. Влада је оптужила и YPG и ПКК за одговорност за напад, чак и након што је ПАК преузео одговорност. Касније је потврђено ДНК извештајем да је починилац био милитант ПАК-а[141][142][143].
- Дана 18. фебруара у бомбашком нападу на путу у провинцији Дијарбакир убила је 6 турских војника, док су још два убијена у оружаним нападима у покрајини Ширак[144].
- фебруар]]а, три турска војника погинула су током операција против милитаната ПКК приликом опсаде зграде[145].
- Дана 20. фебруара, турски Ф-16 је бомбардовао склоништа и бункере ПКК у северном ирачком региону Кандил[146].
- Турске снаге су 23. фебруара убиле 6 милитаната ПКК у сукобима у Идилу[147].
- Турске снаге су 24. фебруара убиле 20 милитаната ПКК-а у тешким сукобима током континуираних операција против побуњеника у Идилу.[147]
- Дана 24. фебруара турски војни хеликоптери АХ-1 Супер Кобра убили су 12 милитаната ПКК који су покушали да се инфилтрирају у град Идил са сиријске границе[148][149][150].
- Турске власти су 1. марта делимично укинуле полицијски час у граду Чизре[151].
- Дана 6. марта, објављени подаци показују да је 1.250 милитаната убијено од јула 2015. године у окрузима Нусајбин, Даргецит и Дерик у провинцији Мардин. У извештају се даље наводи да је заплењено више од 3.000 експлозива који су усмеравали снаге безбедности, а 2.307 барикаде и јарке биле разграђене и напуњене[152].
- Дана 6. марта, 6 осуђених милитаната ПКК побегло је из затвора у Дијарбакиру. Као резултат, повећане су мере безбедности у затвору, а у току је операција за лоцирање мјеста гдје се налазе бекства[153][154].
- Турске трупе су 7. марта убиле 4 милитаната ПКК у Сурском округу провинције Дииарбакıр и заплениле 16 експлозивних направа с циљем саботирања трупа[155].
- Дана 7. марта у турским операцијама против побуњеника убијено је 6 милитаната ПКК у Идилу. Турске трупе су у истој операцији заплениле укупно 18 експлозивних направа[155].
- Дана 9. марта турске ваздушне снаге наводно су погодиле склоништа ПКК и линије за снабдевање на северу Ирака објасниле су у саопштењу о ваздушним нападима два дана касније[156].
- Дана 11. марта, ваздушни удари турског ваздухопловства наводно су убили најмање 67 милитаната ПКК у сјеверном Ираку. Турски Ф-16 и Ф-4Е Терминатор 2020, наводно, погодили су штаб ПКК који се налази на граници са Ираном и Ираком[157][158][159].
- Дана 13. марта је изведен бомбашки напад од стране ПКК у главном граду Анкари убивши 37 цивила и повредивши додатних 125 када је аутомобил ударио у аутобус пре експлозије на једном од најпрометнијих подручја у граду у само неколико стотина метара од главног министарства. Убијени су и отац реномираног фудбалера Умута Булута[160][161]. Четири дана касније, ПАК је преузео одговорност за напад[162].
- Дана 14. марта, дан након бомбашког напада у Анкари, 11 турских војних авиона извршило је 18 ваздушних удара на 18 различитих мета у северном Ираку као одговор на бомбашки напад од стране ПКК[163][164] At least 45 suspect PKK militants were killed.[165] Најмање 45 осумњичених ПКК милитаната је убијено[166].
- Турска полиција је 16. марта ухапсила 73 осумњичена припадника ПКК за тероризам укључујући адвокате широм земље током истовремених рација у вези с бомбашким нападом у Анкари 13. марта 2016[166].
- Дана 21. марта, четири припадника турске војске и оперативац операције полиције погинули су у бомбашком нападу у Нусајбину[167].
- Дана 22. марта, у нападу курдских милитаната убијен је један турски војник, а повређено још 6 у Нусајбину[167].
- Дана 23. марта, турски авиони Ф-16 и Ф-4 Терминатор 2020 погодили су неколико циљева ПКК у северном Ираку и на граничним прелазима на југоисточном делу Турске, укључујући склоништа, пећине, залихе оружја и милитанте који су убили најмање 24 побуњеника[168][169][170][171].
- Турске снаге су 24. марта убиле лидера ИПС-а за повезаност са ПКК-ом у Ширнаку[172].
- Дана 24. марта, 3 турска војника убијена су у бомбашком нападу ПКК у Нусајбину.
- Дана 28. марта, турска влада је објавила документа која су навела да су донели одлуку о нелегалном одузимању имовине од 9.000 хектара у историјском центру града Дијарбакир, укључујући хиљаде приватних имања и 6 џамија у власништву верских фондација. Турска влада тврди да су поделили земљиште и имовине у историјском округу како би их обновили и поправили, иако су локални становници скептични према томе, уз издвајања која су изазвала након више сукоба у регији[173].
- Дана 29. марта, водећи званичник владајуће партије АКП киднапован је од стране милитаната ПКК[174].
- Дана 29. марта, у тренутним турским војним операцијама убијено је 16 милитаната ПКК у Нусајбину[175].
- Турске трупе су 29. марта убиле 9 милитаната ПКК током сукоба у Ширнаку[175].
- Турске трупе су 29. марта убиле 3 милитанта ПКК и заробили једно тело раније убијеног милитанта током сукоба у Јуксекови[175].
- Дана 31. марта, 7 полицијских службеника убијено је и 27 људи је повређено од аутомобила бомбе ПКК у Дијарбакиру након што је возило са експлозивом ударило у полицијски аутобус и детонирано[176][177].